# Gekkota
Gekkota är en systematisk grupp i ordningen fjällbärande kräldjur (Squamata). Hit räknas bland annat geckoödlor (Gekkonidae), fenfotingar (Pygopodidae), ögonlocksgeckoödlor (Eublepharidae), Diplodactylidae och flera utdöda taxa.
Medlemmarna har en karyotyp som skiljer sig från alla andra ödlor. Arternas tunga är köttig och tjock. Embryot har en dubbel äggtand för att öppna det pergamentliknande äggskalet.
Tillhörande arter lever främst i tropiska och subtropiska regioner. De är vanligen nattaktiva.
De äldsta fossilen av Gekkota finns från juraperioden och för familjen geckoödlor finns fossil från eocen. Hittills beskrevs över 1 000 arter fördelade på cirka 100 släkten. Många arter är aktiva på natten.

## Systematik
Idag delas Gekkota i sju familjer. I den första uppdelningen skiljdes medlemmarna från Asien/Australien från de andra familjerna.
```
Gekkota
  |
  |-- Pygopodomorpha
  |    |
  |    |-- 
Diplodactylidae

  |    |
  |    |-- N.N.
  |         |
  |         |-- 
Carphodactylidae

  |         |-- 
Fenfotingar
 (Pygopodidae)
  |
  |-- Gekkomorpha
       |
       |-- 
Eublepharidae

       |
       |-- N.N.
            |
            |-- 
Sphaerodactylidae

            |
            |-- N.N.
                 |
                 |-- 
Geckoödlor
 (Gekkonidae)
                 |-- 
Phyllodactylidae
```